# Alexander Nübel
Alexander Nübel (ur. 30 września 1996 w Paderborn) – niemiecki piłkarz występujący na pozycji bramkarza.

## Kariera klubowa

### SC Paderborn 07
W 2005 roku dołączył do juniorskich drużyn SC Paderborn 07. W 2014 został przeniesiony do rezerw, które występowały w tym czasie na poziomie 6 ligi niemieckiej. W Westfalenliga zadebiutował 17 sierpnia 2014 w meczu przeciwko TuS Dornberg (0:1). W sezonie 2014/15 wraz z drużyną wywalczył tytuł mistrzowski i awansował do wyższej ligi.

### FC Schalke 04
27 sierpnia 2015 przeszedł do klubu FC Schalke 04. W rezerwach nowego klubu zadebiutował 12 września 2015 w meczu Fußball-Regionalliga przeciwko SC Wiedenbrück (3:0). W pierwszej drużynie zadebiutował 14 maja 2016 w meczu Bundesligi przeciwko TSG 1899 Hoffenheim (1:4). W sezonie 2017/18 jego klub zajął drugie miejsce w tabeli Bundesligi zdobywając wicemistrzostwo Niemiec.

### Bayern Monachium
30 czerwca 2020 podpisał kontrakt z Bayernem Monachium. Zadebiutował 15 października 2020 w meczu pierwszej rundy Pucharu Niemiec przeciwko 1. FC Düren (0:3).

## Kariera reprezentacyjna
W 2017 otrzymał powołanie do reprezentacji Niemiec U-21. Zadebiutował 1 września 2017 w meczu towarzyskim przeciwko reprezentacji Węgier U-21 (1:2). Wystąpił na Mistrzostwach Europy U-21 w 2019 roku. Jego reprezentacja doszła do finału, w którym przegrała z reprezentacją Hiszpanii U-21 (2:1), zdobywając srebrny medal.

## Statystyki

### Klubowe
(aktualne na dzień 15 maja 2021)
| Klub               | Sezon              | Liga                 | Liga  | Liga   | Puchar kraju | Puchar kraju | Europa | Europa | Suma  | Suma   |
| Klub               | Sezon              | Liga                 | Mecze | Bramki | Mecze        | Bramki       | Mecze  | Bramki | Mecze | Bramki |
| ------------------ | ------------------ | -------------------- | ----- | ------ | ------------ | ------------ | ------ | ------ | ----- | ------ |
| SC Paderborn 07 II | 2014/15            | Westfalenliga        | 12    | 0      | –            | –            | –      | –      | 12    | 0      |
| SC Paderborn 07 II | Ogólnie            | Ogólnie              | 12    | 0      | 0            | 0            | 0      | 0      | 12    | 0      |
| FC Schalke 04 II   | 2015/16            | Fußball-Regionalliga | 13    | 0      | –            | –            | –      | –      | 13    | 0      |
| FC Schalke 04 II   | 2016/17            | Fußball-Regionalliga | 10    | 0      | –            | –            | –      | –      | 10    | 0      |
| FC Schalke 04 II   | 2017/18            | Oberliga             | 1     | 0      | –            | –            | –      | –      | 1     | 0      |
| FC Schalke 04 II   | Ogólnie            | Ogólnie              | 24    | 0      | 0            | 0            | 0      | 0      | 24    | 0      |
| FC Schalke 04      | 2015/16            | Bundesliga           | 1     | 0      | 0            | 0            | 0      | 0      | 1     | 0      |
| FC Schalke 04      | 2016/17            | Bundesliga           | 0     | 0      | 0            | 0            | 0      | 0      | 0     | 0      |
| FC Schalke 04      | 2017/18            | Bundesliga           | 1     | 0      | 0            | 0            | 0      | 0      | 1     | 0      |
| FC Schalke 04      | 2018/19            | Bundesliga           | 18    | 0      | 2            | 0            | 2      | 0      | 22    | 0      |
| FC Schalke 04      | 2019/20            | Bundesliga           | 26    | 0      | 3            | 0            | 0      | 0      | 29    | 0      |
| FC Schalke 04      | Ogólnie            | Ogólnie              | 46    | 0      | 5            | 0            | 2      | 0      | 53    | 0      |
| Bayern Monachium   | 2020/21            | Bundesliga           | 1     | 0      | 1            | 0            | 2      | 0      | 4     | 0      |
| Bayern Monachium   | Ogólnie            | Ogólnie              | 1     | 0      | 1            | 0            | 2      | 0      | 4     | 0      |
| Ogólnie w karierze | Ogólnie w karierze | Ogólnie w karierze   | 83    | 0      | 6            | 0            | 4      | 0      | 93    | 0      |

### Reprezentacyjne
(aktualne na dzień 31 października 2020)
| Reprezentacja | Rok     | Mecze | Bramki |
| ------------- | ------- | ----- | ------ |
| Niemcy U-21   | 2017    | 6     | 0      |
| Niemcy U-21   | 2018    | 6     | 0      |
| Niemcy U-21   | 2019    | 5     | 0      |
| Ogólnie       | Ogólnie | 17    | 0      |

| Mecze i gole w reprezentacji | Mecze i gole w reprezentacji | Mecze i gole w reprezentacji | Mecze i gole w reprezentacji | Mecze i gole w reprezentacji | Mecze i gole w reprezentacji | Mecze i gole w reprezentacji |
| Reprezentacja U-21           | Reprezentacja U-21           | Reprezentacja U-21           | Reprezentacja U-21           | Reprezentacja U-21           | Reprezentacja U-21           | Reprezentacja U-21           |
| Lp.                          | Data                         | Miejsce                      | Przeciwnik                   | Wynik                        | Gol                          | Rozgrywki                    |
| ---------------------------- | ---------------------------- | ---------------------------- | ---------------------------- | ---------------------------- | ---------------------------- | ---------------------------- |
| 1.                           | 01.09.2017                   | Paderborn, Niemcy            | Węgry U-21                   | 1:2                          |                              | Mecz towarzyski              |
| 2.                           | 05.09.2017                   | Osnabrück, Niemcy            | Kosowo U-21                  | 1:0                          |                              | el. ME U-21 2019             |
| 3.                           | 06.10.2017                   | Chociebuż, Niemcy            | Azerbejdżan U-21             | 6:1                          |                              | el. ME U-21 2019             |
| 4.                           | 10.10.2017                   | Drammen, Norwegia            | Norwegia U-21                | 3:1                          |                              | el. ME U-21 2019             |
| 5.                           | 09.11.2017                   | Baku, Azerbejdżan            | Azerbejdżan U-21             | 0:7                          |                              | el. ME U-21 2019             |
| 6.                           | 14.11.2017                   | Ramat Gan, Izrael            | Izrael U-21                  | 2:5                          |                              | el. ME U-21 2019             |
| 7.                           | 23.03.2018                   | Brunszwik, Niemcy            | Izrael U-21                  | 3:0                          |                              | el. ME U-21 2019             |
| 8.                           | 27.03.2018                   | Mitrowica, Kosowo            | Kosowo U-21                  | 0:0                          |                              | el. ME U-21 2019             |
| 9.                           | 07.09.2018                   | Fürth, Niemcy                | Meksyk U-21                  | 3:0                          |                              | Mecz towarzyski              |
| 10.                          | 11.09.2018                   | Dublin, Irlandia             | Irlandia U-21                | 0:6                          |                              | el. ME U-21 2019             |
| 11.                          | 12.10.2018                   | Ingolstadt, Niemcy           | Norwegia U-21                | 2:1                          |                              | el. ME U-21 2019             |
| 12.                          | 19.11.2018                   | Reggio nell’Emilia, Włochy   | Włochy U-21                  | 1:2                          |                              | Mecz towarzyski              |
| 13.                          | 17.06.2019                   | Udine, Włochy                | Dania U-21                   | 3:1                          |                              | ME U-21 2019                 |
| 14.                          | 20.06.2019                   | Triest, Włochy               | Serbia U-21                  | 6:1                          |                              | ME U-21 2019                 |
| 15.                          | 23.06.2019                   | Udine, Włochy                | Austria U-21                 | 1:1                          |                              | ME U-21 2019                 |
| 16.                          | 27.06.2019                   | Bolonia, Włochy              | Rumunia U-21                 | 4:2                          |                              | ME U-21 2019                 |
| 17.                          | 30.06.2019                   | Udine, Włochy                | Hiszpania U-21               | 2:1                          |                              | ME U-21 2019                 |

## Sukcesy

### SC Paderborn 07 II
- Mistrzostwo Westfalenliga: 2014/2015

### FC Schalke 04
- Wicemistrzostwo Niemiec: 2017/2018

### Bayern Monachium
- Superpuchar Europy UEFA: 2020
- Mistrzostwo Niemiec: 2020/2021
- Superpuchar Niemiec: 2020

### Reprezentacyjne
- II miejsce na Mistrzostwach Europy U-21: 2019